# Ystads sparbank

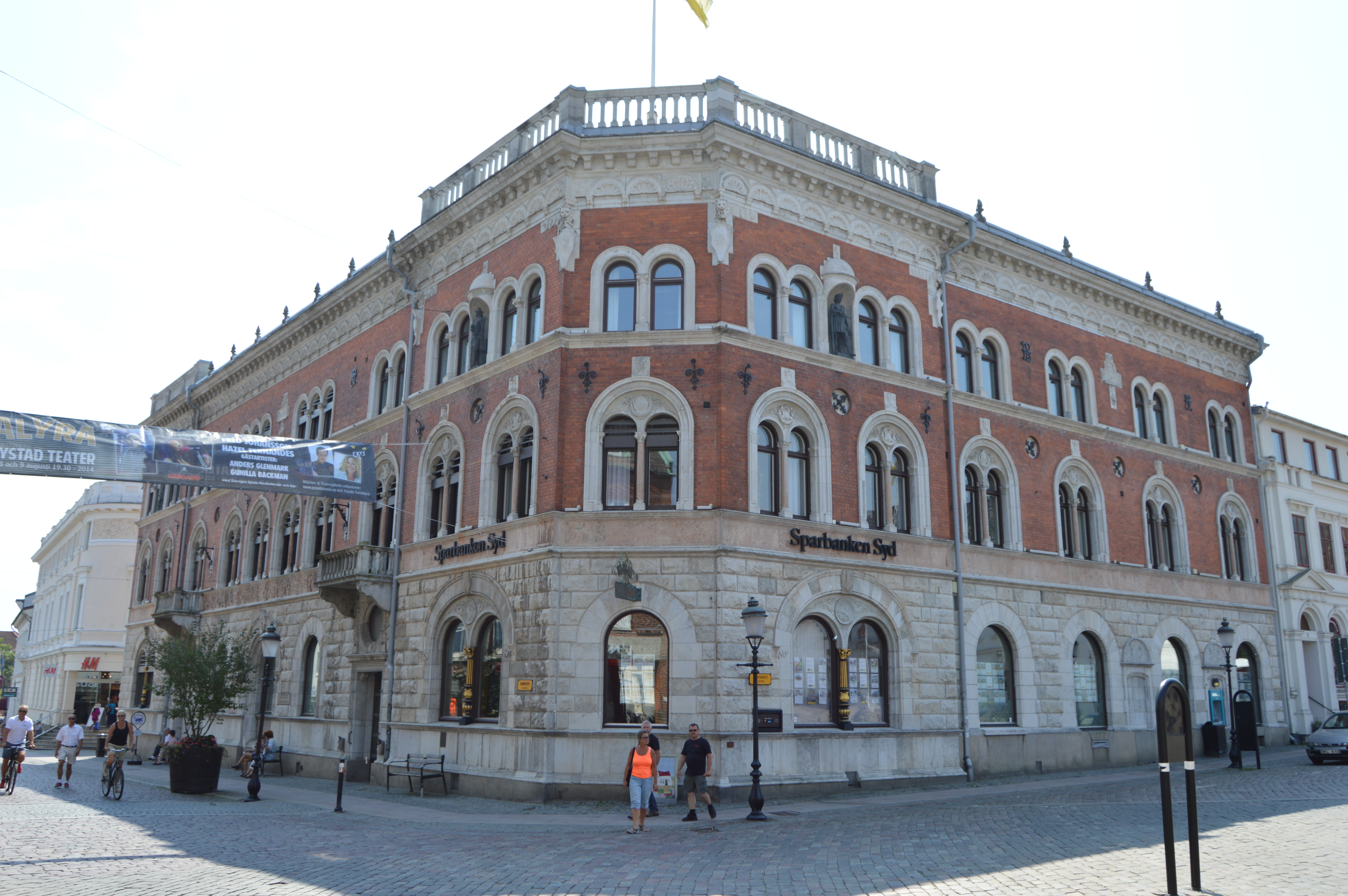
Sparbankshuset vid Stortorget.

Ystads sparbank var en sparbank i Ystad 1827-1984, numera en del av Sparbanken Syd.
Banken grundades 1827 som Skånes tredje sparbank efter Sparbanken i Malmö och Sparbanken i Kristianstad. Den öppnade den 3 maj 1827 och höll inledningsvis till i Gamla rådhuset. Styrelsens första ordförande var kommerserådet Carl Martin Lundgren. 1881 flyttade banken till större lokaler i Schultzska huset vid Stortorget.
Det fanns dock fortfarande behov av större lokaler och 1888 köpte banken tomtmark vid Stortorget för byggandet av en egen bankbyggnad. Denna uppfördes 1889-1890 av byggmästare M. Norström efter ritningar av arkitekterna Fritz Ullrich och Edvard Hallquist. Huset stod fördigt den 1 september 1890.
1975 uppgick Ljunits och Herrestads sparbank i Ystads sparbank. 1983 bildades Sparbanken Syd genom sammanslagning av Ystads sparbank och Österlens sparbank. Sparbanken Syd räknar sin historia tillbaka till Ystads sparbanks grundandeår 1827 och huvudkontoret ligger fortfarande i bankhuset på Stortorget.